# پرچم روسیه
پرچم روسیه (به روسی: Флаг России)، پرچمی ۳ رنگ است که از ۳ نوار افقی هم‌عرض تشکیل شده است: سفید در بالا، آبی در وسط و سرخ در پایین. این پرچم نخستین بار در کشتی‌های تجاری روس به کار گرفته شد و بعدتر در سال ۱۶۹۶ میلادی تبدیل به پرچم رسمی روسیه تزاری گشت. استفاده رسمی از این پرچم تا سال ۱۹۱۷ میلادی که انقلاب اکتبر رخ داد و جمهوری فدراتیو سوسیالیستی روسیه شوروی تأسیس شد، ادامه پیدا کرد.
در خلال موجودیت شوروی، این پرچم کنار گذاشته شد و از پرچم معروف داس و چکش استفاده گردید: پرچمی با زمینه‌ای سرخ، همراه با داس و چکشی طلایی در گوشه چپ و بالا، و ستاره‌ای سرخ رنگ که حاشیه‌ای طلایی داشت.
با فروپاشی اتحاد جماهیر شوروی، در سال ۱۹۹۱ مجددا پرچم تزاری قبل از انقلاب مورد استفاده قرار گرفت، اما این بار با نسبت طول به عرض ۱:۲. سرانجام در طی بحران مشروطه روسیه در سال ۱۹۹۳، این پرچم به عنوان پرچم رسمی روسیه تثبیت شد.

## ریشه
دو گزارش مجزا، ریشه پرچم روسیه را به پرچم سه‌رنگ مورد استفاده توسط جمهوری هلند (پرچم پادشاهی هلند) مرتبط می‌دانند.
قدیمی‌ترین یادکرد از این پرچم مربوط به دوران حکمرانی الکسیس یکم، ۱۶۶۸ میلادی است که اشاره دارد به ساخت نخستین کشتی جنگی روسیه به نام ناوچه اوریول. در یکی از منابع چنین آورده شده است که سرمهندس کشتی که اهل هلند بوده است نیاز می‌بیند که مطابق عرف رایج تمام کشورها، کشتی دارای پرچم باشد از این‌رو درخواستی به مجلس دوما ارائه می‌دهد مبنی بر اینکه: «از اعلیحضرت پرسیده شود که چه پرچمی در کشتی برافراشته گردد.» پاسخ رسمی صادر شده نشان می‌دهد که این امر (اهتزاز پرچم در کشتی‌های روسی) امری بی‌سابقه بوده و با توجه به اینکه نیروهای زمینی روسیه از پرچم‌های تقریباً متفاوتی استفاده می‌کرده‌اند، تزار دستور داده است که در مورد پرچم نظر شخص باتلر لحاظ شود و از عرف موجود در کشور او پیروی گردد.

## نگارخانه

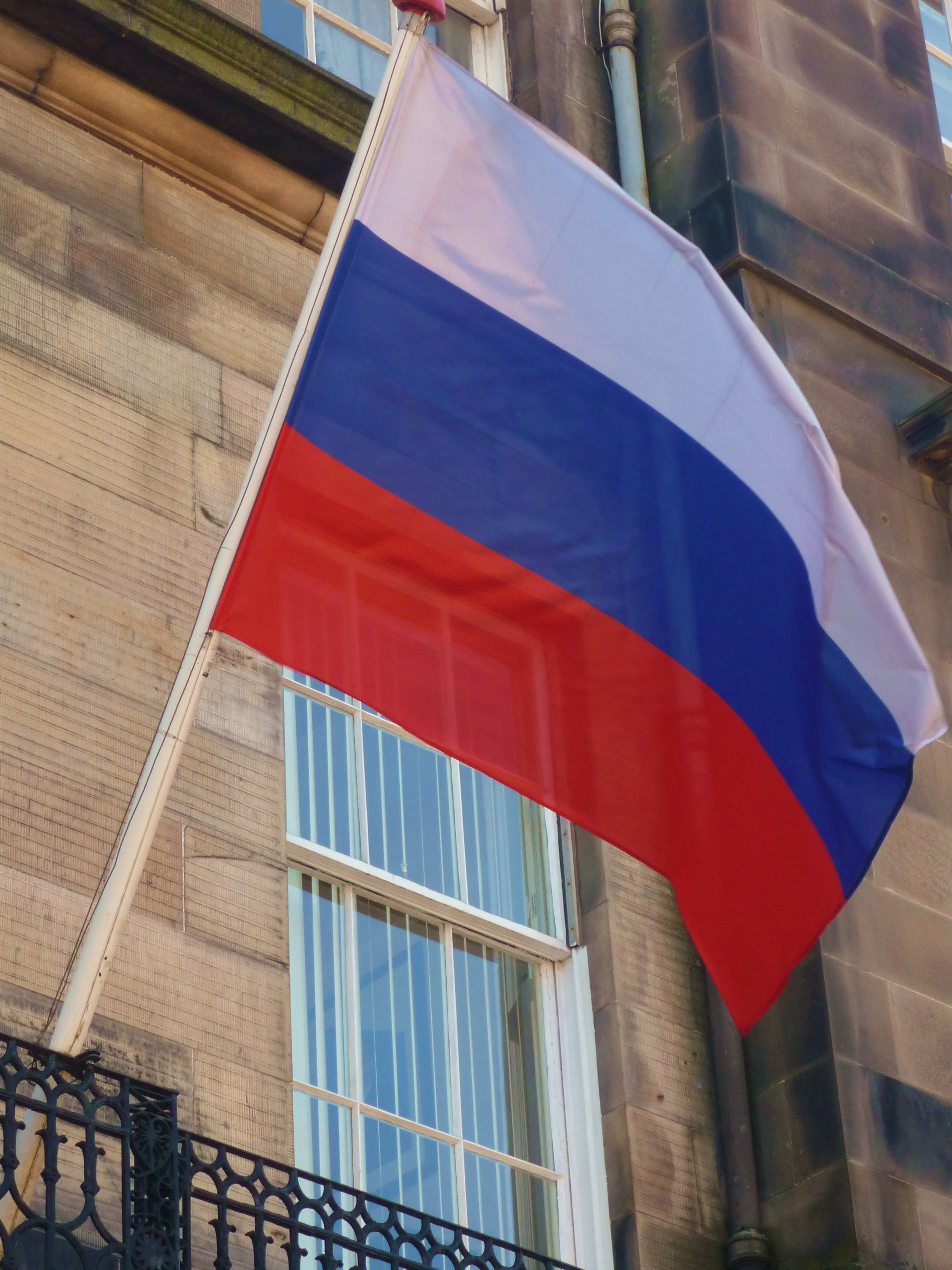
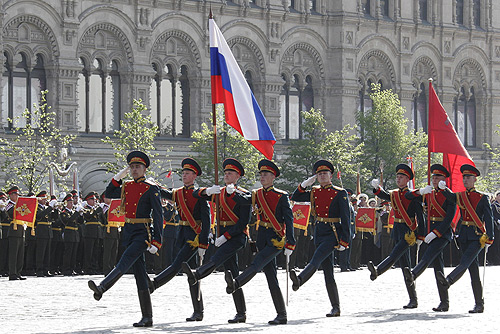
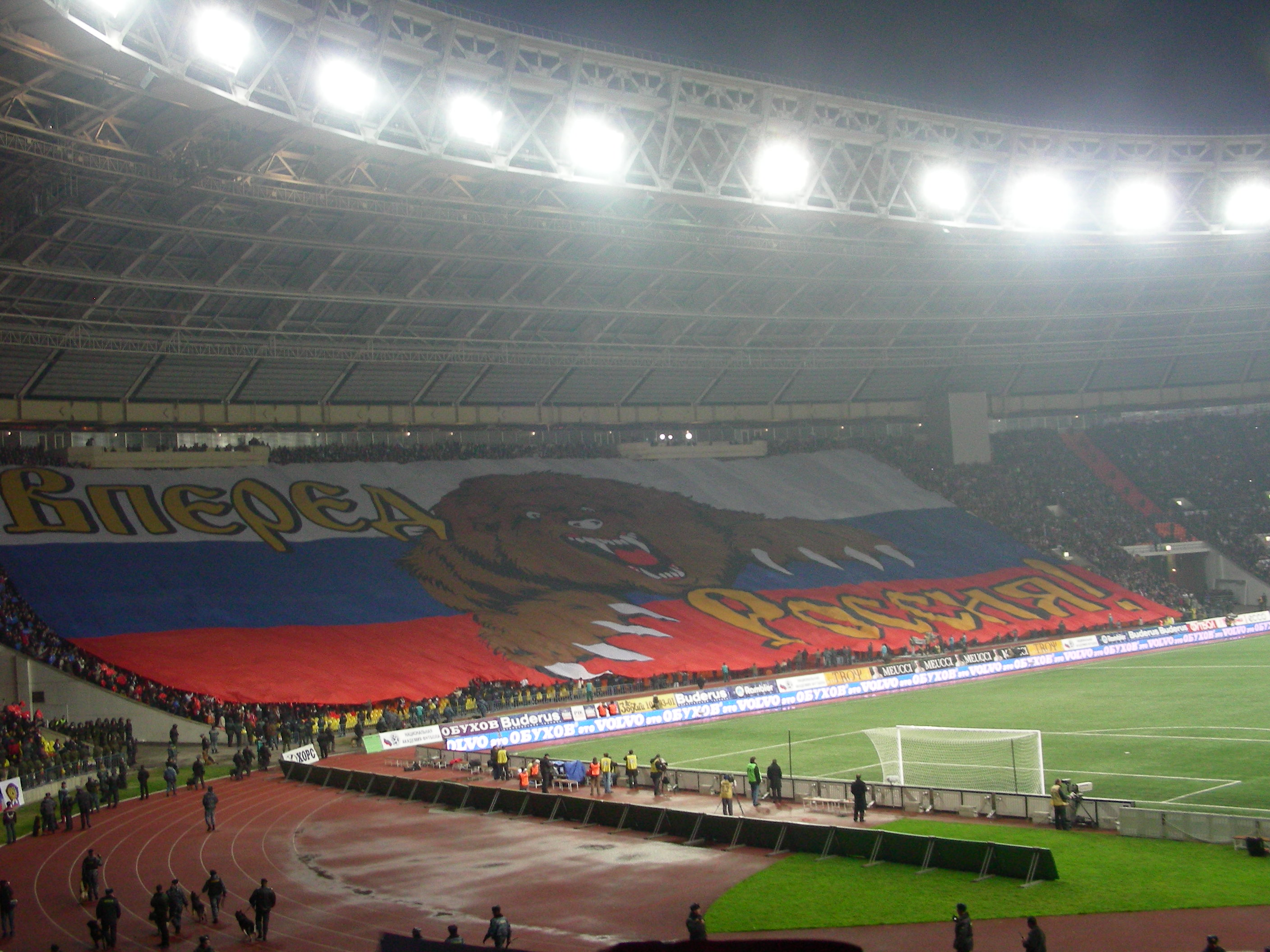
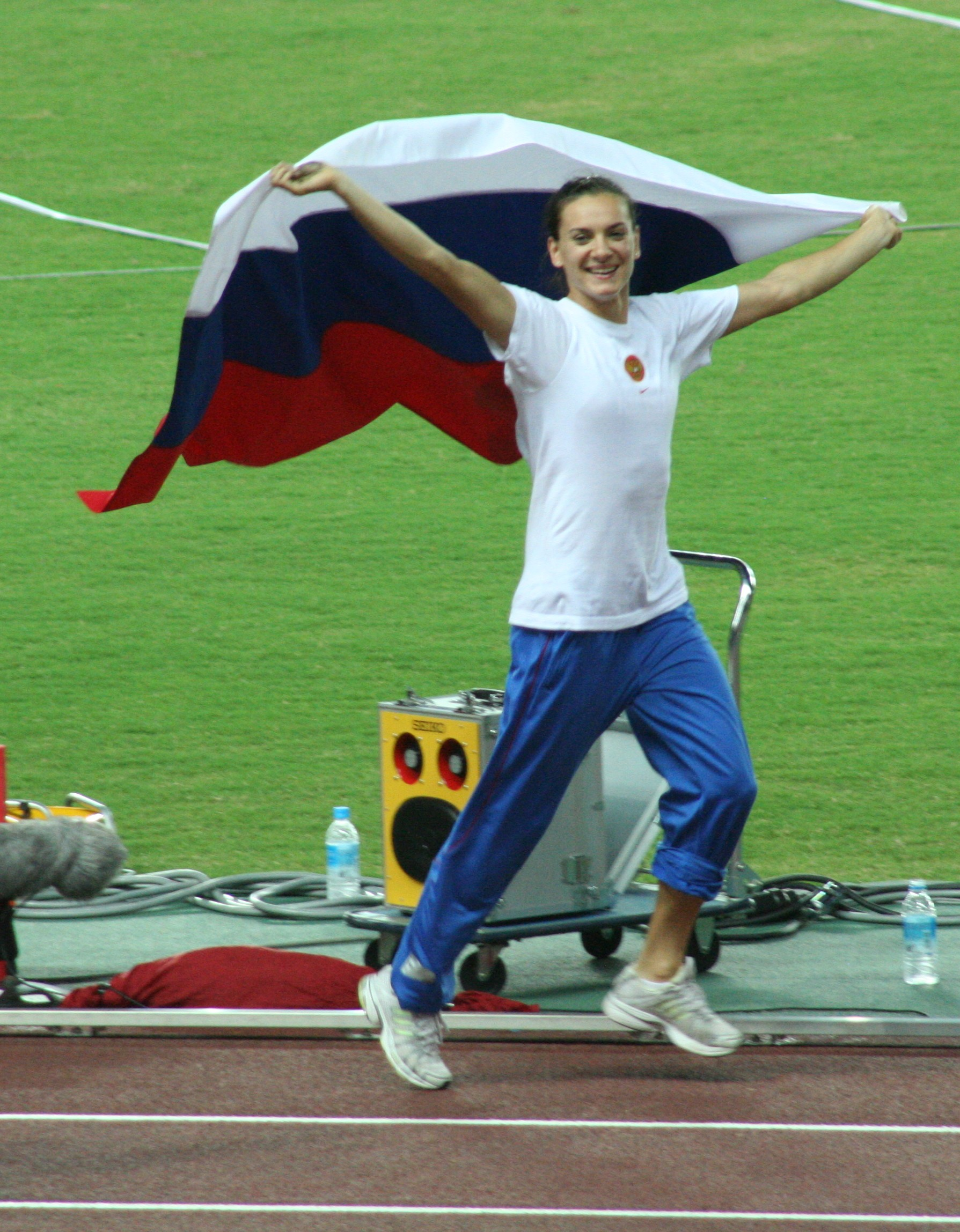
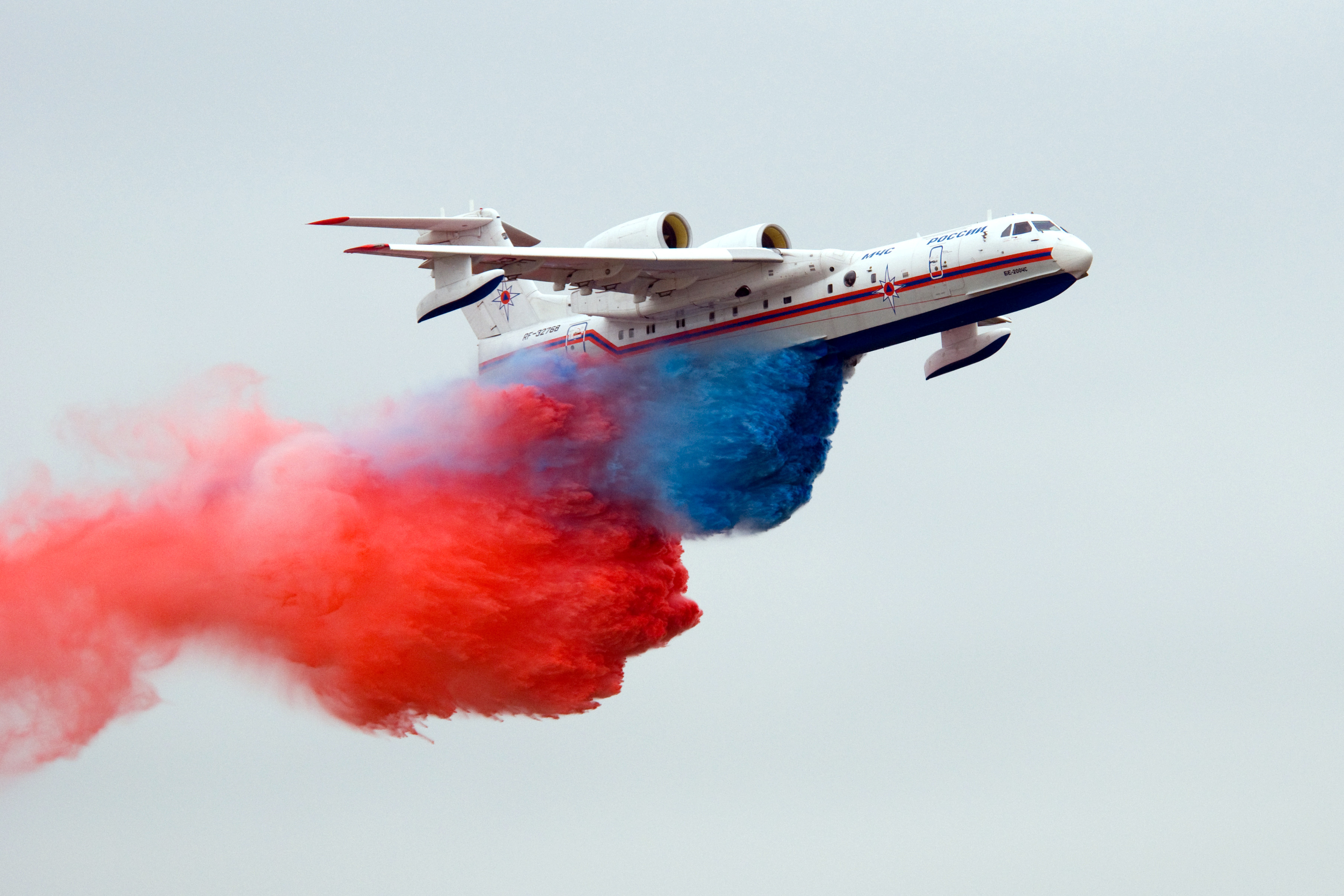
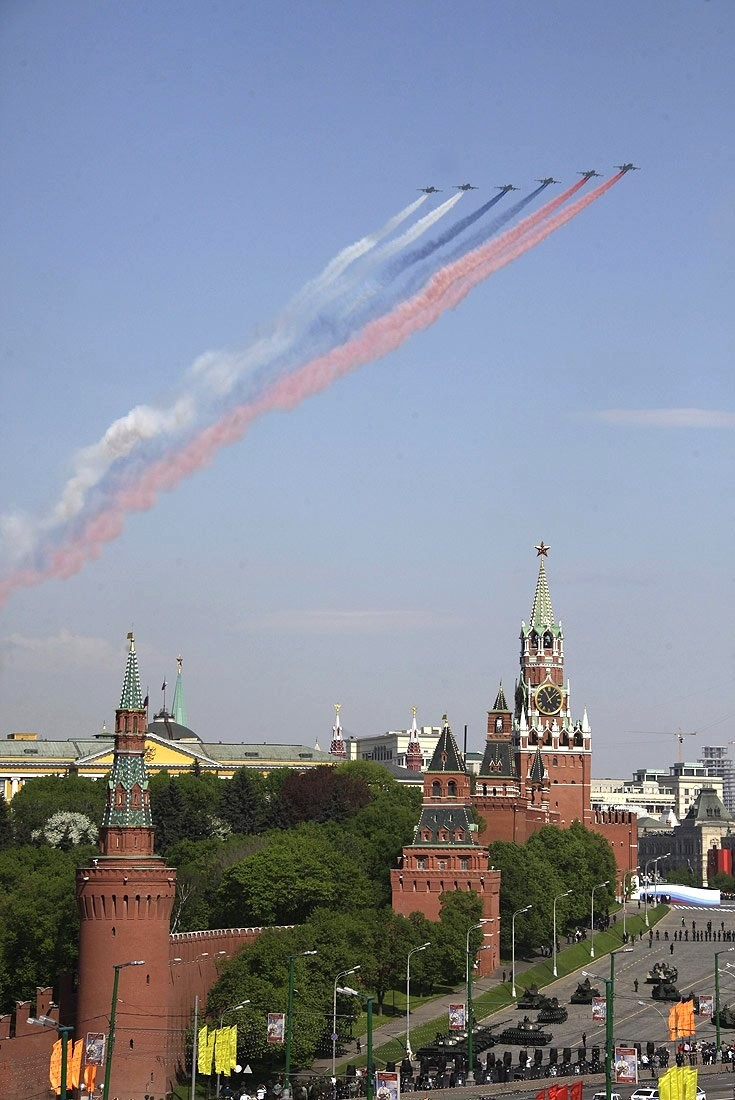
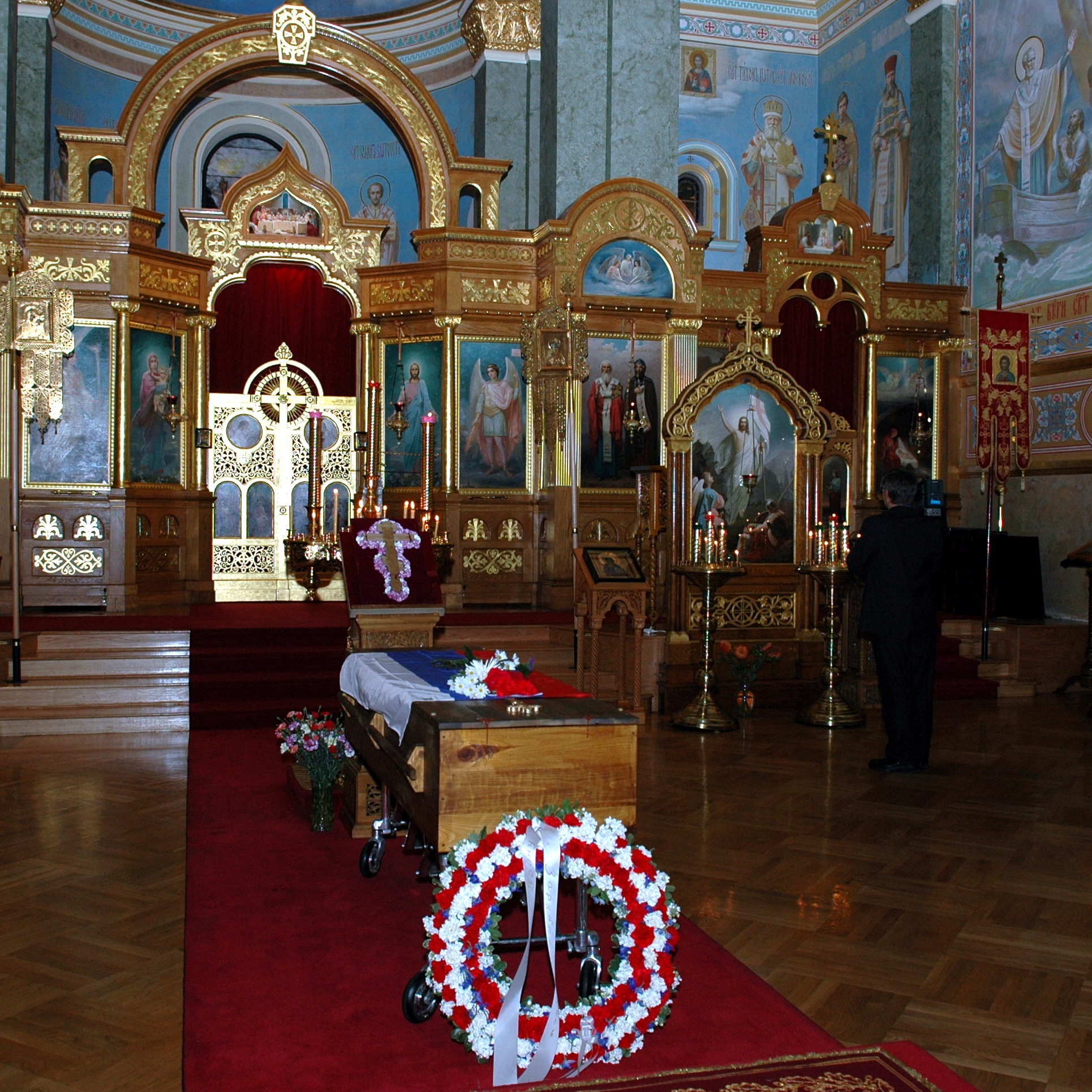